# Cyrtandra longifolia
Cyrtandra longifolia är en tvåhjärtbladig växtart som först beskrevs av Heinrich Wawra, och fick sitt nu gällande namn av Wilhelm B. Hillebrand och Charles Baron Clarke. Cyrtandra longifolia ingår i släktet Cyrtandra och familjen Gesneriaceae. Inga underarter finns listade i Catalogue of Life.